# František Masarovič (1917)
František Masarovič (2. prosince 1917 – 9. srpna 1995) byl slovenský fotbalista, trenér a učitel. Je pohřben v Zohoru.
V letech 1950–1966 byl ředitelem Střední průmyslové školy v Partizánském.

## Hráčská kariéra
Začínal v ŠK Union Zohor. V československé lize hrál za I. ČsŠK Bratislava (nynější Slovan) a ŠK Baťovany (nynější Partizánske). Debutoval v neděli 12. září 1937 v Kladně, kde domácí SK porazil Bratislavany 1:0 (poločas 1:0) brankou Kloze ze 42. minuty. Nastoupil v útoku společně se svým starším jmenovcem Františkem Masarovičem. Dalších deset prvoligových startů a pět branek přidal jako hráč Baťovan v prvním poválečném ročníku.
Během druhé světové války hrál také za OAP Bratislava.

### Prvoligová bilance
| Ročník             | Zápasy | Góly | Minuty | Klub               |
| ------------------ | ------ | ---- | ------ | ------------------ |
| I. liga 1937/38    | 1      | 0    | 90     | I. ČsŠK Bratislava |
| I. liga 1945/46    | 10     | 5    | 900    | ŠK Baťovany        |
| CELKEM I. ČS. LIGA | 11     | 5    | 990    |                    |

## Trenérská kariéra
Po skončení hráčské kariéry se stal trenérem. Působil v Baťovanech/Partizánském a Zohoru (1966–1968).